# Francisco Nef Jara
Francisco Nef Jara (Valparaíso, 3 de agosto de 1863-Valparaíso, 9 de junio de 1931) fue un vicealmirante chileno y miembro de la Junta de Gobierno que gobernó Chile entre 1924 y 1925.
A los 16 años, se incorporó a la Academia Militar, donde permaneció hasta 1881, cuando se trasladó a la Academia Naval luego de terminar sus estudios. En 1883, como guardiamarina de segunda clase, se unió a la tripulación del blindado Blanco, bajo el mando del futuro presidente Jorge Montt. Durante la Guerra del Pacífico, se desempeñó en los navíos O'Higgins, Chacabuco (bloqueo Pacocha, en el norte de Perú), Abtao (patrullaban el extremo sur de Chile), Cochrane y Pilcomayo.
En noviembre de 1884 formó parte de la tripulación del Blanco, que tuvo que enviar de vuelta a Inglaterra para una completa reparación. En 1885 fue enviado a Francia para unirse a la tripulación de la Colbert y estudiar tácticas navales. En ese buque visitó la mayoría de los puertos europeos y africanos de la época. En 1887, como subteniente, participó en el reconocimiento hidrográfico del norte de Chile, especialmente las zonas de caleta Esmeralda, Carrizal Bajo y Arica.
Durante su carrera, se desempeñó en casi todos los buques de la flota chilena. En 1891, durante la Guerra Civil de 1891, se unió del lado del congreso contra el presidente José Manuel Balmaceda. Después de la guerra, pasó a las filas pensamiento muy rápidamente. En 1896 él ya era Comandante y encargado de la cartografía hidrográfica el extremo sur de Chile. En 1901 fue nombrado segundo comandante de la Academia Naval. En 1910 fue nombrado contraalmirante y en 1919 vicealmirante. El 24 de marzo de 1922, fue nombrado director general de la Marina.
Durante el golpe militar de 1924, que derrocó al presidente Arturo Alessandri, fue nombrado Ministro de Hacienda y, a continuación, miembro de la Junta de Gobierno, junto con el general Luis Altamirano y el General Juan Pablo Bennett. Se vio obligado a retirarse del servicio activo el 9 de octubre de 1924.
Murió en la ciudad de Valparaíso en 1931.
Francisco Nef Jara luchó por el financiamiento de la construcción del Hospital Naval de Valparaíso y presidió el comité que se dedicó a este fin. En 1933, luego de su fallecimiento, por resolución del gobierno de la época, el Hospital Naval de Valparaíso toma el nombre de Hospital Naval Almirante Nef en su honor.